# Jonas Gardell
 (mars 2018).
Pour les articles homonymes, voir Gardell.
Jonas Gardell, né le 2 novembre 1963 à Täby, dans le Grand Stockholm, est un écrivain, dramaturge et scénariste suédois.

## Biographie
Fils d'un professeur de psychologie sociale et d'une psychologue, Jonas Gardell grandit dans une famille chrétienne d'obédience baptiste à Enebyberg, petite commune située au nord de Stockholm.
Après le divorce de ses parents, le jeune Jonas, profondément bouleversé, commence à fréquenter, alors qu'il n'a que 14 ans, la rue Klara North Church à Stockholm, lieu de rencontre bien connu de jeunes prostitués. Cette dure expérience lui permet de ne jamais se voir comme une victime affaiblie. C'est à l'âge de 15 ans, qu'il annonce à ses parents son homosexualité.
Après des études en sciences sociales de l'école, il tente d'entrer, à 18 ans, dans une école d'art dramatique. Confronté à cet échec, il décide d'ouvrir une galerie d'art avec quelques amis et de devenir artiste, mais doit sa survie à des subventions sociales. Il se lance en littérature au début des années 1980, publiant nouvelles et poèmes, avant la parution, en 1985, de son premier roman Passionsspelet qui aborde sans fards le thème de l'homosexualité. 
Ses premiers succès littéraires lui donnent l'opportunité d'écrire pour la scène, le cinéma et la télévision à partir des années 1990. En 1995, il signe le scénario original de Pensionate Oskar, un film réalisé par Susanne Bier, qui lui vaut le Guldbagge Award du meilleur scénario.
En 2012-2013, il publie trois courts romans sous le titre générique Torka aldrig tårar utan handskar, traduit en français en un seul volume sous le titre N'essuie jamais de larmes sans gants qui raconte l'impact créé par l'épidémie du Sida sur la communauté homosexuelle suédoise au début des années 1980. En 2012, le roman est adapté à la télévision sous le titre Snö, une mini-série produite par Sveriges Television. Il est adapté en France au théâtre par Julie Laufenbüchler et Laurent Bellambe et créé en 2021 au CDN de Normandie Rouen.
Jonas Gardell était marié avec son compagnon Mark Levengood 1985-2023. Ils élèvent deux enfants.

## Œuvre

### Romans
- Passionsspelet (1985)
- Odjurets tid (1986)
- Präriehundarna (1987)
- Vill gå hem (1988)
- Fru Björks öden och äventyr (1990)
- En komikers uppväxt (1992) Publié en français sous le titre Petit comique deviendra grand, traduit par Anne Ruchaud, Larbey, éditions Gaïa, 2002  (ISBN 2-84720-004-5)
- Frestelsernas berg (1995)
- Så går en dag ifrån vårt liv och kommer aldrig åter (1998) Publié en français sous le titre Et un jour de plus, traduit par Christopher Valens, Larbey, éditions Gaïa, 2000  (ISBN 2-910030-76-8) ; réédition, Paris, 10/18, coll. « Domaine étranger » no 3643, 2004  (ISBN 2-264-03634-6)
- Ett ufo gör entré (2001) Publié en français sous le titre Un ovni entre en scène, traduit par Lena Grumbach et Catherine Marcus, Larbey, éditions Gaïa, 2005  (ISBN 2-84720-062-2)
- Jenny (2006)
- Torka aldrig tårar utan handskar (2012-2013) Publié en français sous le titre N'essuie jamais de larmes sans gants, traduit par Lena Grumbach et Catherine Marcus, Larbey, éditions Gaïa, 2016  (ISBN 978-2-84720-716-3)

### Recueils de nouvelles
- Mormor gråter och andra texter (1993)
- Oskuld och andra texter (1998)

### Théâtre
- Lena och Percy (1989)
- Ömheten (1989)
- En fulings bekännelser (1989)
- Isbjörnarna (1990)
- Mormor gråter (1991)
- Cheek to cheek (1992)
- En komikers uppväxt (1992)
- Människor i solen (1997)
- Scheherzad (1999)
- Helvetet är minnet utan makt att förändra (2005)

### Essais
- Om Gud (2003)
- Om Jesus (2009)

### Autres publications
- Isbjörnarna. Cheek to cheek. Människor i solen (1997)
- Skapar Livet suger och sen dansar man disco! (2014)
- Bara på besök (2016)

### Filmographie

#### Au cinéma
- 1995 : Pensionat Oskar, film suédo-danois réalisé par Susanne Bier, scénario original de Jonas Gardell
- 2000 : Livet är en schlager, film suédo-danois réalisé par Susanne Hier, scénario original de Jonas Gardell
- 2011 : Mennesker i solen, film norvégien réalisé par Per-Olav Sørensen (no), scénario original de Jonas Gardell

#### À la télévision
- 2012 : Snö (Torka aldrig tårar utan handskar), mini-série suédoise, en trois épisodes, réalisée par Simon Kaijser da Silva, scénario de Jonas Gardell d'après son roman N'essuie jamais de larmes sans gants